# Équipe du Japon féminine de basket-ball à trois
Cet article traite de l'équipe féminine de basket-ball à trois. Pour l'équipe masculine de basket-ball à trois, voir Équipe du Japon masculine de basket-ball à trois.
Maillots
L’équipe du Japon de basket-ball à trois est la sélection qui représente le Japon dans les compétitions internationales féminines de basket-ball à trois,.

## Histoire

### 2021
L'équipe du Japon est qualifiée pour le tournoi olympique en tant que pays organisateur.

## Résultats

### Palmarès
| Compétitions mondiales                             | Compétitions continentales                             |
| -------------------------------------------------- | ------------------------------------------------------ |
| - Jeux olympiques - Néant - Coupe du monde - Néant | - Coupe d'Asie - Finaliste en 2025 - Troisième en 2019 |

### Parcours en compétitions internationales

#### Jeux olympiques
| Année | Position      |      | Année | Position |
| 2020  | 5e            | 2028 | -     |          |
| 2024  | Non qualifiée | 2032 | -     |          |

#### Coupe du monde
| Année | Position      |              | Année | Position |
| 2012  | Non qualifiée | 2019         | 13e   |          |
| 2014  | Non qualifiée | 2022         | 13e   |          |
| 2016  | 19e           | 2023         | 9e    |          |
| 2017  | 13e           | Pays inconnu | -     |          |
| 2018  | Non qualifiée | Pays inconnu | -     |          |